# Королевская школа искусств в Берлине

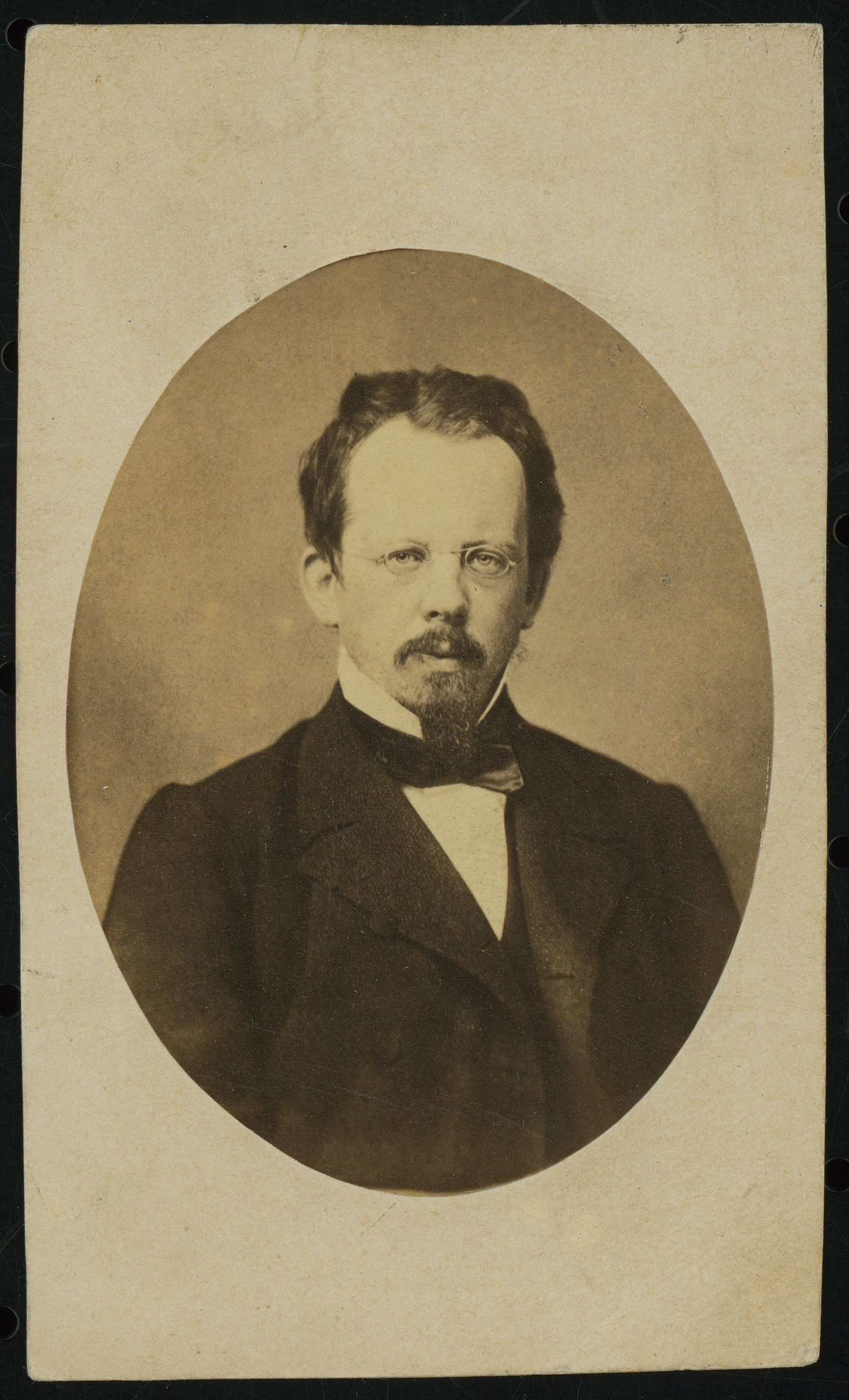
Первый директор школы Мартин Гропиус

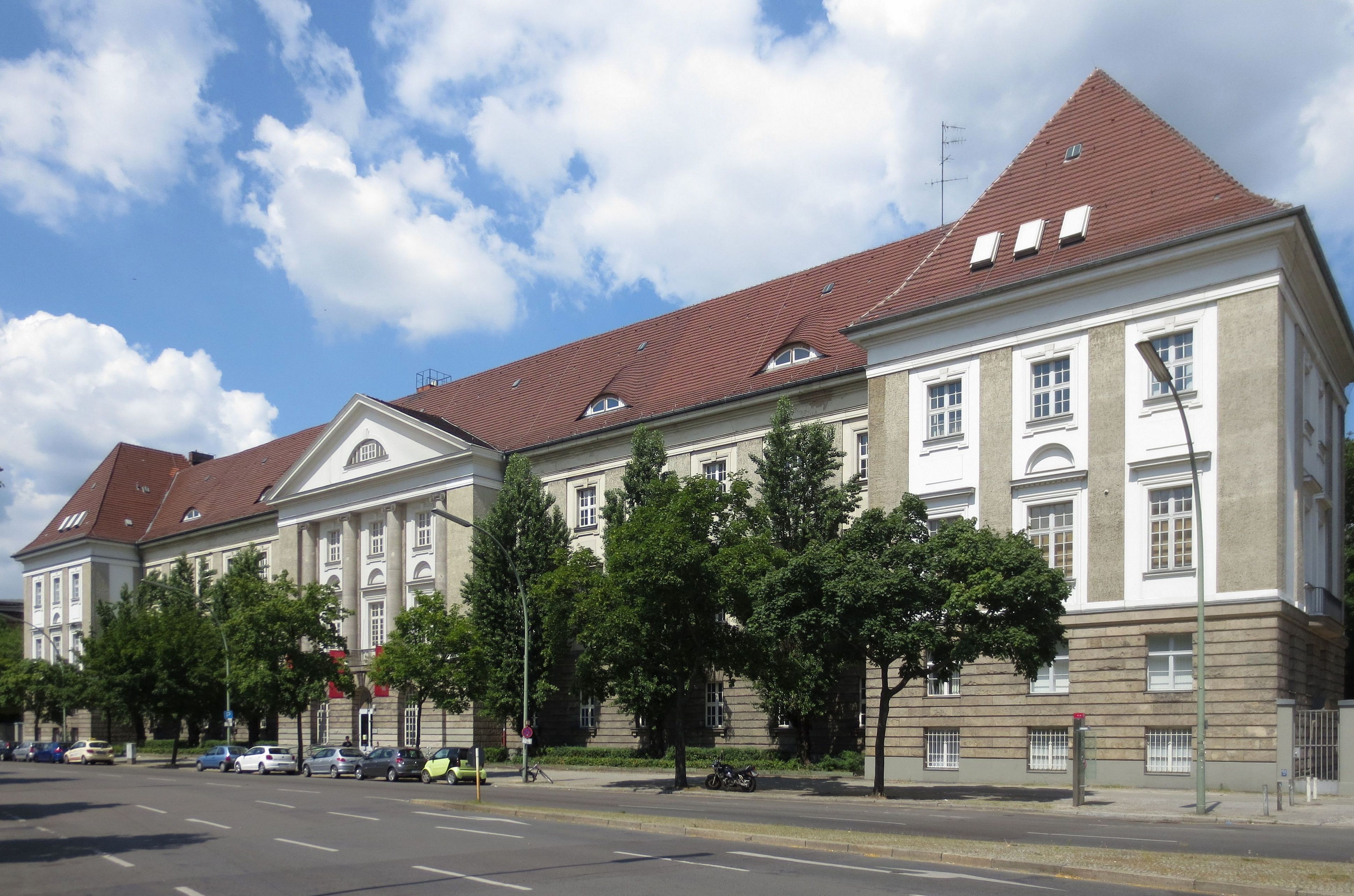
Здание, в которое переехала школа искусств в 1920 году. Грюневальдштрассе 2-5, Шёнеберг, Берлин

Королевская школа искусств в Берлине (Königliche Kunstschule zu Berlin) — бывшая государственная художественная школа, основанная в 1869 году. Была создана в сотрудничестве с Прусской академией искусств, и после объединения Германии проработала более 70 лет. Школа претерпела ряд изменений в названии и была закрыта в 1945 году.

## История
Организатором и первым директором школы был архитектор Мартин Гропиус. Он же спроектировал и новое здание на Клостерштрассе, 75 (снесено в 1931 году). После объединения Германии в 1872 году, в школе помимо истории искусств и рисовальных классов появилось и педагогическое направление. В 1874 году в школу впервые были приняты женщины. После смерти Гропиуса в 1880 году директором стал художник Эрнст Эвальд. Живописец-импрессионист Филипп Франк стал директором в 1915 году, после начала Первой мировой войны.
После отречения кайзера в 1918 году и немецкой революции 1918-23 годов школа была переименована в Государственную художественную школу Берлина (Staatliche Kunstschule zu Berlin) и переехала в новое специально построенное здание на Grunewaldstraße 2-5, район Шёнеберг. Художник Александр Канольдт стал директором школы в 1933 году, когда к власти пришли нацисты. Его работы в конечном итоге будут конфискованы и уничтожены как дегенеративное искусство. Канольдт ушёл в отставку в 1936 году, и школа была переименована в Государственную высшую школу художественного образования (Staatliche Hochschule für Kunsterziehung). Ханс Зимбал был одним из последних директоров в годы войны и до закрытия школы в 1945 году.

## Известные студенты
- Эва Мария Гюльден — финский скульптор
- Элиза Блуман — австралийская художница немецкого происхождения